# Borovice u Žibřidic
Borovice u Žibřidic je památný strom rostoucí severně od Žibřidic, obce v severních partiích České republiky, v Libereckém kraji, západně od krajského města.

## Poloha a historie
Strom roste při silnici číslo III/27243 spojující Žibřidice se severně ležící Zdislavou. V údolí vymezeném na západě Táhlým vrchem (462 m n. m.) a na východě Havraním návrším (449 m n. m.) se východně od zmíněné silnice nalézá louka, na níž strom roste. Směrem k Havranímu návrší vymezuje louku tok Zdislavského potoka. O vyhlášení ochrany nad stromem rozhodl městský úřad v Českém Dubu, jenž 31. ledna 2007 vydal příslušné rozhodnutí, které 5. března 2007 nabylo právní účinnosti. Protože však dokument obsahoval chyby, musel stejný úřad vydat opravné usnesení, a sice 30. dubna 2007, jež své právní účinnosti nabylo 23. května 2007.

## Popis
Památný strom je borovice lesní (Pinus sylvestris) tvořící výrazný solitér, která je navíc charakteristická svým dvojkmenem. Obvod kmene dosahuje 250 centimetrů. V okolí stromu je definováno ochranné pásmo, jež má podobu kruhu o pětimetrovém poloměru.